# Manoir de l'Orgeraie
Le manoir de l'Orgeraie est un manoir situé à Rougé, en France.

## Localisation
Le manoir est situé sur la commune de Rougé, dans le département de la Loire-Atlantique.

## Historique
Le monument est inscrit au titre des monuments historiques en 1986.